# Sinagoga Salat Alzama
La Sinagoga Salat Alzama (en hebreo: בית הכנסת צלאת אלעזמה) es una sinagoga situada en la ciudad de Marrakech, en Marruecos. Está localizada en el barrio judío (mellah) de la medina de Marrakech. Actualmente sigue funcionando como sinagoga.

## Historia
La sinagoga está asociada con los judíos sefardíes que fueron expulsados de la península ibérica en 1492. Aunque la fundación de la sinagoga se data de 1492, algún experto ha indicado que esa fecha de fundación no ha sido verificada, indicando que el barrio judío o mellah no fue creado hasta 1557. A pesar de todo, la forma del edificio data de finales del siglo XIX, formando parte de una serie de construcciones que rodean un gran patio central bien cuidado.
Los judíos de Marrakech la consideran la sinagoga más antigua de la ciudad. Actualmente está ocupada por una familia musulmana, la cual es a su vez la encargada de velar por ella. El 8 de septiembre de 2023 la sinagoga y el barrio judío sufrieron varios daños por un terremoto, aunque no se lamentaron víctimas mortales.

## Arquitectura
La sinagoga está integrada en un edificio más grande que alberga una vivienda particular con un patio o riad. Esta integración de la sinagoga en una casa privada era muy común en las sinagogas del barrio judío de Marrakech, así como en el barrio judío de Fez. La sinagoga exhibe decoraciones tradicionales marroquíes como azulejos.
El lado oriental fue renovado después de la década de 1950, habiendo sido añadida una zona para las mujeres (ezrat nashim). El hejal original de madera fue reemplazado por uno de mármol, que se encontraba junto a la pared oriental. En el piso superior hay una yeshivá (escuela talmúdica), y un centro comunitario.